# Notorious (serie de televisión)
Notorious (conocido como Notorious, Juegos de Poder en Latinoamérica) es una serie de televisión estadounidense de crimen y drama legal transmitida en ABC. Es protagonizada por Piper Perabo y Daniel Sunjata, fueron anunciados el 12 de mayo de 2016. La serie se estrenó el 22 de septiembre de 2016. El 25 de octubre de 2016, el número de episodios fue reducido por ABC de 13 a 10.
En Latinoamérica se estrenó el 17 de enero de 2017 en Warner TV.
La serie fue oficialmente cancelada en mayo de 2017.

## Argumento
El show se basa en la vida del abogado de defensa criminal, Mark Geragos y en la productora de noticias de Larry King Live, Wendy Walker.

## Elenco
- Piper Perabo como Julia George.
- Daniel Sunjata como Jake Gregorian.
- Sepideh Moafi como Megan Byrd.
- Kate Jennings Grant como Louise Herrick.
- Ryan Guzmán como Ryan Mills.
- Kevin Zegers como Oscar Keaton.
- J. August Richards como Bradley Gregorian.
- Aimee Teegarden como Ella Benjamin.

## Episodios
| N.º | Título                        | Dirigido por          | Escrito por                  | Fecha de emisión original | Audiencia (millones) |
| --- | ----------------------------- | --------------------- | ---------------------------- | ------------------------- | -------------------- |
| 1   | «Pilot»                       | Michael Engler        | Josh Berman y Allie Hagan    | 21 de septiembre de 2016  | 5.39                 |
| 2   | «The Perp Walk»               | Michael Engler        | Josh Berman                  | 29 de septiembre de 2016  | 4.51                 |
| 3   | «Friends and Other Strangers» | Mike Listo            | Jennifer Cecil               | 6 de octubre de 2016      | 4.20                 |
| 4   | «Tell Me a Secret»            | Michael Engler        | Terrence Coli                | 13 de octubre de 2016     | 3.90                 |
| 5   | «Missing»                     | Larry Shaw            | Ben Koppel y Kevin Rodríguez | 20 de octubre de 2016     | 3.89                 |
| 6   | «Kept and Broken»             | Anton Cropper         | Tom Mularz                   | 27 de octubre de 2016     | 3.75                 |
| 7   | «Chase»                       | Chad Lowe             | Sharon Lee Watson            | 3 de noviembre de 2016    | 3.60                 |
| 8   | «The Burn Book»               | Kevin Rodney Sullivan | Zachary Reiter               | 10 de noviembre de 2016   | 3.77                 |
| 9   | «Choice»                      | J. Miller Tobin       | Tyler Bensinger              | 17 de noviembre de 2016   | 4.12                 |
| 10  | «Taken»                       | James Whitmore        | Allie Hagan                  | 8 de diciembre de 2016    | 2.58                 |

## Recepción

### Críticas
Notorious ha obtenido comentarios negativos por parte de la crítica. Rotten Tomatoes muestra un rango de 25% de "podrido" y el consenso dice, "Inverosímil y poblada de personajes indeseables, Notorious abandona la credibilidad dramática del flash y la pelusa." En comparación, Metacritic le dio un porcentaje de 32 sobre 100, indicando "críticas generalmente desfavorables".